# Alexander Stubb
Cai-Göran Alexander Stubb (sinh ngày 1 tháng 4 năm 1968) là một chính trị gia người Phần Lan và là thành viên của Quốc hội, đại diện cho Liên minh Quốc gia. Ông hiện là Tổng thống Phần Lan từ ngày 1 tháng 3 năm 2024. Từ năm 2004 đến năm 2008, Stubb là thành viên của Nghị viện Châu Âu (MEP). Ông cũng từng là Bộ trưởng Ngoại giao từ năm 2008 đến năm 2011, Bộ trưởng Bộ Ngoại giao và Ngoại thương từ năm 2011 đến năm 2014, Thủ tướng Phần Lan từ năm 2014 đến năm 2015 và Bộ trưởng Tài chính từ năm 2015 đến năm 2016. Ông là lãnh đạo của Phần Lan Đảng Liên hiệp Quốc gia từ 2014 đến 2016, khi ông bị Petteri Orpo thay thế trong hội nghị đảng.

## Tiểu sử

### Tuổi thơ song ngữ
Stubb sinh ra ở Helsinki thành một gia đình song ngữ; cha của ông là một người Thụy Điển gốc và mẹ ông là một người nói tiếng Phần Lan. Stubb nói cả hai ngôn ngữ ở nhà. Cha của ông, Göran Stubb, đã làm việc trong lĩnh vực hockey trên băng chuyên nghiệp và là CEO của Hiệp hội Hockey Hạng Phần Lan từ năm 1976 đến năm 1983.

### Giáo dục
Năm 1986, Stubb tốt nghiệp Đại học Mainland ở Daytona Beach, Florida, và hai năm sau, tốt nghiệp Gymnasiet Lärkan ở Helsinki. Sau khi hoàn thành nghĩa vụ quân sự, ông đã giành học bổng cho trường Đại học Furman ở Nam Carolina. Tại Furman, Stubb học khoa học chính trị và tốt nghiệp bằng cử nhân văn chương năm 1993. Năm sau ông theo học tiếng Pháp và lấy bằng Diploma Trong tiếng Pháp và văn minh của Sorbonne ở Paris. Stubb nói năm thứ tiếng: Thụy Điển, Phần Lan, Anh, Pháp và Đức.
Năm 1995, Stubb tốt nghiệp bằng Thạc sĩ Văn chương Châu Âu tại Bỉ. Sau đó, ông theo học vị Tiến sĩ tại Khoa Quan hệ Quốc tế tại Trường Kinh tế và Khoa học Chính trị Luân Đôn dưới sự giám sát của William Wallace và lấy bằng tiến sĩ vào tháng 6 năm 1999.